# Comprégnac
Comprégnac (occitanisch: Comprenhac) ist eine französische Gemeinde mit 217 Einwohnern (Stand 1. Januar 2022) im Département Aveyron in der Region Okzitanien. Das Gebiet gehört zur historischen Provinz der Rouergue, die 1779 dem Quercy angegliedert wurde.

## Lage
Comprégnac liegt am Oberlauf des Tarn etwa 14 Kilometer (Fahrtstrecke) westlich von Millau. Zur Gemeinde gehört der drei Kilometer östlich gelegene Ortsteil Peyre, der als eines der 'Schönsten Dörfer Frankreichs' eingestuft ist. Das Gemeindegebiet gehört zum Regionalen Naturpark Grands Causses.

## Bevölkerungsentwicklung
| Jahr      | 1962 | 1968 | 1975 | 1982 | 1990 | 1999 | 2008 | 2018 |
| Einwohner | 176  | 141  | 114  | 133  | 178  | 215  | 245  | 241  |

Im 19. Jahrhundert hatte der Ort zeitweise fast 500 Einwohner, doch die Mechanisierung der Landwirtschaft führte im 20. Jahrhundert zu einem stetigen Bevölkerungsrückgang, der erst in den 1990er Jahren zum Stillstand gekommen zu sein scheint.

## Wirtschaft
Landwirtschaft und Kleinhandel bzw. Kleinhandwerk prägen den Ort seit Jahrhunderten. Im Herbst wird nach Trüffeln gesucht. Seit den 1960er Jahren ist auch der Tourismus in Form der Vermietung von Ferienwohnungen (gîtes) als Einnahmequelle hinzugekommen.

## Sehenswürdigkeiten
- Im Ortsteil Comprégnac stehen mehrere Häuser aus unverputztem Bruchsteinmauerwerk.
- Der Ortsteil Peyre ist als eines der 'Schönsten Dörfer Frankreichs' klassifiziert.
- In den Feldern der Gemeinde stehen noch mehrere Steinhütten aus Trockenmauerwerk (caselles).
- Auch ein Taubenhaus (colombier) aus dem späten Mittelalter ist erhalten – es thront hoch über dem Flusstal.